# Alessandra Starabba di Rudinì
Alessandra Maria Antonietta Livia Starabba di Rudinì (Napoli, 5 ottobre 1876 – Ginevra, 2 gennaio 1931) è stata una religiosa e nobile italiana.
Prima della monacazione, fu una protagonista della vita mondana del primo Novecento, celebre soprattutto per una tempestosa relazione con Gabriele D'Annunzio.

## Biografia

### Gli anni giovanili e il matrimonio
Alessandra Maria Antonietta Livia Starabba nasce il 5 ottobre 1876 a Napoli. Suo padre era Antonio Starabba, marchese di Rudinì, palermitano, latifondista e uomo politico (sarà più volte ministro e due volte primo ministro); la madre, contessa Maria de Barral, era francese. Ebbe due fratelli, Francesco, morto in giovane età, e Carlo. La madre, che ebbe sempre una salute malferma, con lunghi ricoveri in luoghi di cura, morirà nel 1896. Alessandra viene mandata a studiare a Roma, al Collegio del Sacro Cuore di Trinità dei Monti. Verrà espulsa dal collegio per il suo carattere irrequieto, che la porta a compiere atti trasgressivi come versare dell'inchiostro in una acquasantiera. Trascorre parte delle vacanze estive a Pachino e a Marzamemi, nel sud-est siciliano, dove i di Rudinì, discendenti dei fondatori della città, posseggono vastissime proprietà. Prosegue gli studi nel Collegio "SS. Annunziata" a Poggio Imperiale, a Firenze. Accompagna il padre in viaggi all'estero, dove viene corteggiata anche dal granduca Sergio, della famiglia degli zar russi. A Firenze conosce il marchese di Riparbella Marcello Carlotti, di una famiglia originaria del lago di Garda. Si sposano nell'ottobre 1894: lei ha 18 anni, lui 27. Gli sposi andranno a vivere proprio presso i Carlotti, a Garda e a Verona nel palazzo Carlotti e dalla loro unione nasceranno due maschi, Antonio e Andrea. Ben presto però il marito si ammala di tubercolosi e muore la mattina del 29 aprile 1900.

### La relazione con Gabriele D'Annunzio
Tornata in Italia, dopo alcuni viaggi all'estero, Alessandra si mise ad approfondire gli studi religiosi, anche grazie alla sua buona conoscenza del latino e del greco, che le permetteva di leggere testi sacri senza far ricorso a traduzioni. Il 14 settembre 1903, a Firenze, Gabriele D'Annunzio è testimone di nozze di Carlo, fratello di Alessandra. Il poeta abruzzese aveva probabilmente conosciuto già prima la giovane vedova, con cui ora allaccia una relazione, approfittando anche della momentanea assenza di Eleonora Duse.
Nel marzo del 1904, con la forte disapprovazione di suo padre, Alessandra va a vivere con D'Annunzio nella Villa La Capponcina. Sostituendo la Duse, instaura nella villa un clima di mondanità, iniziando D'Annunzio anche alla pratica sportiva. Venne ribattezzata Nike dal poeta; alla fine dello stesso anno i due si donano reciprocamente il corpo, compreso il "cervello meraviglioso" di Gabriele, con un atto notarile.
Si ammala di tumore all'utero nel 1905 e fu ricoverata d'urgenza presso la clinica Villa Natalia a Firenze dove fu sottoposta, dall'illustre ginecologo milanese Pestalozza, a un primo intervento chirurgico per un tumore all'ovaia di sinistra, seguito da altri due. Né suo padre (che si tenne però informato tramite il prefetto di Firenze) né suo fratello andarono a trovarla. E Alessandra scrisse parole di fuoco contro il papà, accusandolo pesantemente: "Mio padre è stato infame, e non si è fatto vivo mentre ero moribonda in una casa di salute". Nella lunga convalescenza viene assistita dal poeta. Ben presto la passione di D'Annunzio verso di lei termina. Il distacco fra il poeta e la marchesa, che si trasferisce a Roma, si consuma fra 1906 e 1907.

### Vita monacale
Il 28 ottobre 1911, a 35 anni, dopo un viaggio a Lourdes, entrò nel Carmelo di Paray-le-Monial, in Francia. Tra gennaio e maggio dell'anno successivo avvennero vestizione, professione e velazione come Suor Maria di Gesù. Nel 1916 si ammalarono e morirono entrambi i suoi figli. L'anno successivo fu eletta priora di Paray. Molteplici furono i suoi contatti internazionali, tra cui si ricorda la contessa Adelaide Sardi (Suor Gesualda dello Spirito Santo), che tradusse in italiano la biografia della priora storica di Paray-le-Monial, Madre Maria di Gesù (1927). Nel 1922 acquistò con i fondi personali la certosa del Reposoir in Alta Savoia, abbandonata nel 1901, fondandovi un monastero carmelitano.
Nel 1924 rifondò il monastero carmelitano di Valenciennes, teatro di un massacro durante la Rivoluzione francese.
Qualche anno dopo, malgrado il precario stato di salute, portò a compimento la fondazione del carmelo di Montmartre, a Parigi.
Nell'inverno del 1930 fu sottoposta ad altri quattro interventi chirurgici e il 2 gennaio 1931, a 54 anni, morì a Ginevra. La sua morte venne resa nota con un necrologio apparso sul Giornale d'Italia del 13 gennaio. Orio Vergani sul Corriere della Sera del 28 gennaio scrisse un servizio da Le Reposoir, pubblicato col titolo Come è morta in convento la Dama del Garda.

## Ricordo
La sua figura è molto conosciuta in Francia, dove le sono state dedicate numerose opere a cura di conventi e altri istituti religiosi. Hanno scritto sue biografie Gigi Moncalvo, Fabio Gaggia, Lucy Napoli Prario, Salvo Sorbello, Mario Nanteli, Guglielmo Gatti, Card. Angelo Comastri, mentre un carteggio inedito tra Alessandra e D'Annunzio è stato pubblicato a cura di Giordano Bruno Guerri.